# Куст (картина Ван Гога)
«Куст» («Куст. Уголок сада в Провансе», «Куст сирени», «Сирень») — картина Винсента Ван Гога из собрания Государственного Эрмитажа.
На картине изображён куст сирени, покрытый зелёной листвой. Правее на фоне ярко-синего неба ствол дерева, ниже на дальнем плане виден кусок каменной ограды. От правого нижнего угла по диагонали вверх уходит тропинка, вдоль которой растут ирисы. Слева внизу, на фоне травы оранжевой краской нанесена подпись художника: Vincent.
8 мая 1889 года Винсент Ван Гог был принят на лечение в госпиталь Сен-Поль-де-Мозоль в Сен-Реми и уже 9 мая он писал своему брату Тео:

«У меня в работе два новых сюжета, найденные здесь в саду, — лиловые ирисы и куст сирени. Мысль о том, что я должен трудиться, всё сильнее овладевает мною, и я надеюсь, что моя работоспособность вскоре полностью восстановится. Беда лишь в том, что работа зачастую слишком уж захватывает меня, поэтому мне кажется, что я навсегда останусь оторванным от жизни и не способным ни на что другое, кроме своего ремесла».

Через два месяца обе эти картины были уже готовы и отправлены брату; Винсент в сопровождающем письме, написанном около 9 июля, называет их «Ирисы» и «Сирень».
Долгое время считалось что картина была написана годом ранее, в Арле, однако А. Н. Изергина, основываясь на собственных письмах Винсента Ван Гога и на стилистических особенностях картины, опровергла эту дату и доказала что она была написана в 1889 году. А. Г. Барская отмечала большую стилистическую близость «Куста» к картине «Сад лечебницы Сен-Поль в Сен-Реми» (холст, масло, 91,5 × 72 см, музей Крёллер-Мюллер, инвентарный № KM 101.508), которая датируется маем—июнем 1889 года.
Первым владельцем картины был французский поэт и художественный критик Жюльен Леклерк. Он первым в газете напечатал некролог Ван Гога, а в мае 1901 года явился организатором персональной выставки художника в Париже, на которой среди прочих работ был продемонстрирован и «Куст». По сообщению Н. Ю. Семёновой около 1906 года картину приобрёл московский предприниматель и коллекционер С. И. Щукин, однако А. Г. Костеневич пишет что уже в 1905 году «щукинский особняк принял „Арену в Арле“, затем „Куст“…».
В особняке Щукина «Куст» составил пару с другой картиной Ван Гога «Арльские дамы» и был размещён в окружении таитянских картин Поля Гогена. После Октябрьской революции собрание Щукина было национализировано, и с 1923 года картина находилась в Государственном музее нового западного искусства. В 1930 году картина была передана в Государственный Эрмитаж. С конца 2014 года выставляется на четвёртом этаже здания Главного штаба, зал 413.
Осип Мандельштам писал: «Цветущий куст сирени написан с ожесточением — одним взмахом кисти он заставляет кусты дышать». А. Г. Костеневич в анализе картины особо остановился на фрагменте больничной ограды, заметной на картине: «Эта напоминающая о затворничестве деталь не порождает, однако, ощущения безысходности». Также он задавался вопросом:

«Почему небо на картине чересчур синее? Его можно принять за воду — подобные сближения характерны для Ван Гога. Глубокое синее пятно необходимо для уравновешивания всей массы оттенков зелени. Без него куст „рассыпается“… Синева неба в „Кусте“ столь интенсивна, что сразу напоминает и о южной природе с её сочными красками, и о мятущемся художнике, взыскующем крайней насыщенности цвета, его верховных значений, которые и придают смысл его вселенной».

Картина «Ирисы» (холст, масло, 74,3 × 94,3 см), написанная одновременно с «Кустом», долгое время находилась в частных коллекциях во Франции и США и с 1990 года принадлежат Музею Гетти в Лос-Анджелесе (инвентарный № 90.PA.20).